# 鹿島町鹿島
鹿島町鹿島（かしままち かしま）は、福島県いわき市の町字である。郵便番号は971-8139。

## 地理
いわき市南東部の小名浜地区に属する。西側から北にかけて常磐松久須根町、北東で常磐上矢田町、南側で鹿島町下矢田と隣接する。1972年2月に農林大臣（現農林水産大臣）による指定を受けたいわき市中央卸売市場の区域をもって、周辺の大字より分離新設された地区であり、全域が1番地となっている。小名浜岡小名内に所在するいわき東警察署及び小名浜に所在する小名浜消防署がそれぞれ管轄にあたる。

## 世帯数と人口
人口統計は表記されておらず、個別の人口は不明。

## 小・中学校の学区
市立小・中学校に通う場合、学区は以下の通りとなる。
| 番地 | 小学校                   | 中学校                   |
| ---- | ------------------------ | ------------------------ |
| 全域 | いわき市立中央台北小学校 | いわき市立中央台北中学校 |

## 交通

### 道路
市場の取付道路のみが通る（市道認定されていない）。最寄りの主要道路は福島県道26号小名浜平線（鹿島街道）である。

## 施設
- いわき市中央卸売市場
- いわき市公設地方卸売市場